# جاكي ريدجيت
جاكي ريدغيتمن مواليد 1955 هو فنان مقيم في أستراليا يعمل نحاتًا وفنان تركيب ومصورًا تم الاعتراف بأعمالها في المعارض الفردية الكبرى حيث تم إدراج أعمالها في العديد من المعارض الجماعية في أستراليا واليابان وإنجلترا يتم تضمين أعمالها في المعارض الأسترالية الكبرى بما في ذلك المعرض الوطني والمعارض الحكومية الرئيسية    